# JPL Horizons On-Line Ephemeris System
JPL Horizons On-Line Ephemeris System proporciona un fàcil accés a les dades clau del Sistema Solar i a la producció flexible d'efemèrides altament exactes per als objectes del Sistema Solar.
Les òrbites osculantrius en una època en una època determinada són sempre una aproximació a l'òrbita d'un objecte (és a dir, una òrbita cònica no pertorbada o una òrbita de "dos cossos"). L'òrbita real (o la millor aproximació a tal) considera les pertorbacions de tots els planetes, alguns dels asteroides més grans, algunes altres forces físiques usualment petites i requereixen integració numèrica.
Les efemèrides del Jet Propulsion Laboratory (JPL) no utilitzen coses com períodes, excentricitats, etc. En canvi, el JPL integra les equacions de moviment en coordenades cartesianes (x,y,z), i ajusta les condicions inicials per adaptar-se a mesures modernes i altament exactes de les posicions planetàries.
A partir d'agost de 2015, l'Horizons ara utilitza l'efemèrides DE431.

## Introducció
Hi ha 3 maneres d'utilitzar el sistema:
- WWW
- Correu electrònic
- Telnet